# The Great Society
The Great Society war die erste Band von Grace Slick, der späteren Sängerin von Jefferson Airplane. Zur weiteren Besetzung gehörten auch ihr damaliger Ehemann Jerry Slick und ihr Schwager Darby Slick.
Die 1965 gegründete Band etablierte sich schnell in der frühen Hippie-Szene der San Francisco Bay Area. So spielten The Great Society öfter im Matrix, dem Nachtclub des Jefferson-Airplane-Gründers Marty Balin, und veröffentlichten die Single Someone to Love / Free Advice.
Nachdem Grace Slick Ende 1966 der Jefferson-Airplane-Sängerin Signe Toly Anderson nachgefolgt war, lösten sich The Great Society auf. Überregionale Bekanntheit erlangte die Band erst nach ihrer Auflösung: Die von Darby und Grace Slick geschriebenen Lieder Somebody to Love und White Rabbit wurden 1967 in der Version von Jefferson Airplane zu Charterfolgen. Columbia veröffentlichte daraufhin 1968 zwei Alben der Great Society, überwiegend mit Liveaufnahmen aus dem Matrix: How It Was und Conspicuous Only in Its Absence.